# Аполо 7
Аполо 7 (на английски: Apollo 7) е първата пилотирана мисия от програмата Аполо и първата мисия с екипаж от трима на Американската космическа програма. Главната цел на мисията е да изпробва командния модул в околоземна орбита. Корабът е изстрелян от стартова площадка 34 на Кейп Канаверал в 15 ч. 02 м. 45 с. на 11 октомври 1968 г. Маса при излитане-20 550 кг. Изведен е в начална орбита с параметри-227/282 км. В 17:57:07ч Аполо 7 се отделя от последната степен на ракетата Сатурн.
Мисията трае от 11 октомври 1968 г. до 22 октомври 1968 г. В 10:42:01 на 22 октомври е пуснат двигателят на кораба, който работи 12 секунди. В 10:46:18ч командният модул се отделя от сервизния. В 10:56:11ч навлиза в атмосферата и в 11:11:48ч се приводнява в Атлантическия океан на 3,5 км от определения район в точка с координати 27.63 с.ш. и 64.15 з.д 

## Екипаж
| Пост                     | Астронавт                             |
| ------------------------ | ------------------------------------- |
| Командир                 | Уолтър Шира три космически полета     |
| Пилот на командния модул | Дон Айзъл един космически полет       |
| Пилот на лунния модул    | Уолтър Кънингам един космически полет |

- Броя на полетите за всеки астронавт е преди и включително тази мисия.

## Дублиращ екипаж
| Пост                     | Астронавт                           |
| ------------------------ | ----------------------------------- |
| Командир                 | Томас Стафорд два космически полета |
| Пилот на командния модул | Джон Йънг два космически полета     |
| Пилот на лунния модул    | Юджийн Сърнън един космически полет |

- Броя на полетите за всеки астронавт е преди тази мисия.

## Команден модул
Командният модул се намира в Далас, щата Тексас.

## Снимки от Аполо 7
- Излитане
- Отделяне на втората степен на ракетата Сатурн 1Б
- Командния модул на Аполо 7